# Expensive Soul
Os Expensive Soul são um grupo musical de Leça da Palmeira, composto por Tiago Novo, conhecido como New Max (cantor/MC/músico/compositor/produtor), e por António Conde, conhecido como Demo (MC/compositor).  Foram especialmente populares em Portugal de 2004 a 2014, tendo sido um dos mais bem-sucedidos projetos musicais portugueses nesse período.
Começaram no ano de 1999, mas apenas em 2004 se tornaram verdadeiramente conhecidos, com a edição do seu 1.º álbum, B.I., e o seu primeiro êxito, "Eu Não Sei".
O estilo de música da dupla possui uma sonoridade que vai desde o soul e o reggae até ao R&B e ao hip-hop, mas possui quase sempre uma forte componente orgânica, especialmente a partir do segundo álbum da dupla, Alma Cara (2006). 
Ao vivo, o duo faz-se acompanhar pela Jaguar Band.
O estilo dos Expensive Soul conquistou muitos fãs, com as prestações ao vivo e as suas letras em português.

## 1999 - 2003: Início
O projeto nasceu no final da década de 90, quando New Max e Demo andavam na mesma turma, na Escola Secundária da Boa Nova, em Leça da Palmeira, e se juntaram para fazer música.
O Demo desafiou Max a participar num concurso da Antena 3 e do Projecto Vida, destinado a eleger os 12 melhores temas de Hip-Hop que abordassem o tema da droga. Como prémio, foram atuar à estação de rádio, onde se estrearam ao vivo. 
Em 2000, foram convidados para assegurarem as primeiras partes dos concertos de Kika Santos.
Chegaram à conclusão de que necessitavam de uma banda suporte. E assim formaram uma banda completa com baixo, bateria, coros, guitarras e teclas: a Jaguar Band. 

## 2004 - 2009: estreia discográfica e ascensão ao circuitomainstream
Os Expensive Soul gravaram o seu álbum de estreia, intitulado B.I., no estúdio caseiro de New Max. O disco foi lançado pela sua editora independente, New Max Records. 
Com o sucesso do disco acabaram por ser contactados para integrar o catálogo da EMI, que relançou o disco em 2005.
O primeiro sucesso dos Expensive Soul, "Eu Não Sei", foi incluído na banda sonora da 2ª temporada de Morangos Com Açúcar. 
Já o 2.º single de B.I., "Falas Disso", integrou a 3ª temporada da mesma série. O sucesso foi coroado a 7 de dezembro de 2004 com a atuação no evento MTV Live, da MTV Portugal.
Em 2006, lançaram o seu 2.º álbum, Alma Cara (uma tradução decalcada do nome da banda). Alma Cara recebeu críticas positivas por parte dos média. Este disco valeu-lhes uma nomeação para os MTV Europe Music Awards de 2006 na categoria Best Portuguese Act (o prémio acabou por ser atribuído aos Moonspell). Foram produzidos videoclipes para os singles "Brilho" e "13 Mulheres", ambos lançados também em 2006. Este último tema foi a 3.ª canção da dupla leceira a ser incluído na banda sonora de Morangos com Açúcar, nomeadamente na da 5.ª temporada da soap opera juvenil da TVI. O terceiro single a ser extraído de Alma Cara foi "1.ª Fila", em 2007.
Também em 2006 gravaram uma cover de "Efectivamente", tema dos GNR, para o álbum Revistados 25-06 GNR, de tributo a essa mesma banda.
Em 2007, gravaram com Bianca a versão portuguesa do tema "I Don't Dance", do filme High School Musical 2, da Disney. A versão portuguesa, "Eu Não Danço", teve direito a um videoclipe.

## 2010 - presente: consolidação do sucesso
2010 foi um ano decisivo para o crescimento da sua popularidade graças ao álbum Utopia (lançado através da Vidisco), e sobretudo ao primeiro single, "O Amor é Mágico" - que conta com um sample de "I'll Always Be Here", do grupo americano The Impressions -, tema que assaltou as principais rádios portuguesas e renovou o interesse do público pelos Expensive Soul desencadeando mais pedidos para concertos.
Gravam "A Machadinha" para um disco de versões de clássicos infantis inserido numa iniciativa dos hipermercados Continente.
Em 2011, recebem o prémio de melhor música do ano, por "O Amor É Mágico", na gala dos Globos de Ouro. Ainda nesse ano, foram nomeados pela 2ª vez para a categoria "Best Portuguese Act" dos MTV Europe Music Awards. O duo de Leça da Palmeira acabou por perder o prémio para Aurea.
Em 28 de abril de 2012, no âmbito da Guimarães 2012 - Capital Europeia da Cultura, acontece no Pavilhão Multiusos daquela cidade a «Expensive Soul Symphonic Experience» com direção do maestro Rui Massena. Os Expensive Soul atuam para um público entusiasta de 6500 pessoas, acompanhados pela Fundação Orquestra Estúdio, por um coro de meia centena de vozes do Norte e pelo ribombar das caixas e bombos do grupo dos Velhos Nicolinos. O concerto foi filmado pela RTP e editado também em DVD. 
"O Amor é Mágico" é escolhido em 2012 para genérico da novela Doida Por Ti (2012-2014), da TVI. Em finais de 2012, colaboram numa nova versão de "Mr Dow Jones" para o álbum Rui Veloso E Amigos, de Rui Veloso.
Anunciam que o quarto disco seria mais orgânico e mais curto que os anteriores . Em 2014, foi editado o álbum Sonhador. As letras das músicas revelam uma maior consciência social, passando uma mensagem ativista, mas não esquecendo a alegria festiva e o clima de diversão que caracteriza as canções do duo. Foram retirados três singles de Sonhador: "Cúpido" (2013), "Que Saudade" (2014) e "Só Limar" (2014). Os dois primeiros singles tornaram-se êxitos radiofónicos. 
Em 2016, lançam o álbum Ao Vivo Nos Coliseus gravado nos Coliseus do Porto e de Lisboa. A edição física deste álbum foi lançada numa pen drive, ao invés dos habituais formatos (CD e DVD)
Em março de 2018, lançaram o single "Limbo" e um ano depois lançaram o single "Amar É Que É Preciso". Em maio de 2019, sai o quinto álbum de originais da dupla, A Arte das Musas, que inclui "Limbo" e "Amar É Que É Preciso".

## Carreira a solo de New Max (2009 - presente)
A 1 de janeiro de 2009, New Max lança o seu primeiro projeto a solo, Phalasolo, álbum disponibilizado para download gratuito. New Max lança videoclipes de dois temas de Phalasolo: "América Eléctrica" (que conta, no final do tema com a sua própria mãe a cantar) e "Quero Mais" (com um vídeo musical protagonizado por Rui Reininho). Exatamente 13 anos depois, o álbum passa a estar disponível nas plataformas de streaming. Em setembro de 2023, lança a sua primeira canção a solo em quase 15 anos, "Como És".

## Discografia
- B.I. (2004)
- Alma Cara (2006)
- Utopia (2010)
- Expensive Soul Symphonic Experience (2012)
- Sonhador (2014)
- Ao Vivo Nos Coliseus (2016)
- A Arte das Musas (2019)

## Prémios
Globos de Ouro
| Ano  | Categoria     | Trabalho associado   | Resultado |
| ---- | ------------- | -------------------- | --------- |
| 2011 | Melhor Música | "O Amor É Mágico"    | Venceu    |
| 2011 | Melhor Grupo  | Utopia               | Indicado  |
| 2013 | Melhor Grupo  | Symphonic Experience | Venceu    |

MTV Europe Music Awards
| Ano  | Categoria                | Resultado |
| ---- | ------------------------ | --------- |
| 2006 | Melhor Artista Português | Indicado  |
| 2011 | Melhor Artista Português | Indicado  |

Play - Prémios da Música Portuguesa
| Ano  | Categoria    | Resultado |
| 2020 | Melhor Grupo | Indicado  |